# Saleh Al-Shehri
Saleh Khaled Al-Shehri (arabiska: صالح خالد الشهري), född 1 november 1993, är en saudisk fotbollsspelare som spelar för Al-Ittihad.

## Landslagskarriär
Al-Shehri debuterade för Saudiarabiens landslag den 14 november 2020 i en 3–0-vinst över Jamaica, där han även gjorde sitt första mål.